# 都家文雄
都家 文雄（みやこや ふみお、1893年3月1日 - 1971年5月4日）は大正・昭和期の漫才師。本名・苗村 正次。
世相を槍玉に上げては、とんちんかんな難癖を付ける「ぼやき漫才」の創始者。

## 略歴
滋賀県三上山の麓に生まれる。父は興行師だったとされる。落語家を志し、1912年に桂三路（後の2代目三遊亭圓若）門下で桂歌路を名乗る。同年、神戸新開地・千代廼座で初舞台。落語家時代は、端席で出ることが多かった。24歳のときに、のちに相方となる静代と結婚。
大正に入ると、上方落語は凋落期に入った。当時の落語家は所属事務所から漫才師への転身をすすめられる事例が多かった。歌路も例外ではなく、1921年に「都家文雄」に改名し、漫才師に転身。都家美智代と組んだ。その後1926年より、妻の都家静代とコンビを組む。
文雄・静代は「文化漫才」と自称し、文雄の批判精神あふれる毒舌がうけ、その語り口から「ぼやき漫才」と呼ばれるに至った。文雄の「ぼやき」は時に政界を対象にした。そのため怒りを買うことが多く、「内容が不適当である」として、警察の事情聴取や勾留をしばしば受けたという。あるときには、警察は文雄の体面を重んじ、「ボヤキ漫才はまかりまらん。“社会教化漫才”と言え」と命じて釈放したという。
妻で相方の静代が1956年に死去したのち、文雄は芦乃家雁玉とコンビを組んだがすぐに解消、1960年より荒川歌江と組むかたわら、漫談を行った。歌江は、とどまることを知らない文雄のぼやきを止めるのに苦労したという。
晩年は関西演芸協会会長を長く務めた。1970年6月、歌江と組んだ神戸松竹座が最後の舞台になった。
弟子の人生幸朗・生恵幸子や東文章・こま代が「ぼやき漫才」を受け継いでいる。
墓所は一心寺。

### 受賞歴
- 1966年 大阪府民劇場賞[1]
- 2003年 第8回上方演芸の殿堂入り - 没後。「都家文雄・静代」として[1]

## 芸風
- 戦前戦中の暗い時代にあっても文雄は臆することなくぼやき続けた。1944年に大阪市立動物園のチンパンジー・リタの戦時猛獣処分が行われ、彼女の葬儀に大阪市長が出席した際には、「“英霊”が毎日のように白箱に収められて還ってくるというのに（引用略）人間よりサルのほうが大切なのか」と吠えた[4]。
- 戦争や検閲の時代が終わり、晩年に至るにつれ、文雄のぼやきは時評・文明評に及んだ。1969年にアポロ11号が月面着陸に成功した際には、「わたしらの子どもの頃は、マンマンさんいうて拝んでたもんや。それがどないです。テレビで見てたらアメリカの旗が立って……。アホらして拝めますか?」とぼやいてみせた[4]。

## メディア

### 映画
- のんき横丁（1939年 東宝）
- 世にも面白い男の一生 桂春団治（1956年 東宝）

### 音源
- ご存じ古今東西噺家紳士録（都家歌六、小島豊美編 エーピーピーカンパニー、2005年 ISBN 4-90-144140-X）CD-ROM。文雄・静代時代の「ボヤキ漫才家庭講座」収録。